# آلکساندر کمورجیان
آلکساندر لوونی کمورجیان (ارمنی: Ալեքսանդր Լևոնի Քեմուրջյան؛ ۴ اکتبر ۱۹۲۱ – ۲۵ فوریهٔ ۲۰۰۳) یک دانشمند پیشگام ارمنی در برنامه پرواز فضایی اتحاد شوروی بود. به عنوان مهندس-طراح ارشد در VNIITransMash، نخستین سطح‌نورد (برنامه لونوخود) را برای کشف دنیاهای دیگر طراحی نمود این کار وی را به بنیانگذار علم مهندسی مکانیک فناوری ترابری فضایی بدل نمود.

## زندگی‌نامه
کمورجیان در سال ۱۹۲۱ در ولادی‌قفقاز به دنیا آمد. وی در سال ۱۹۴۰ شروع به تحصیل در دانشکده فنی عالی بائومن مسکو (Bauman Moscow Higher Technical School "MHTS") کرد. در سال ۱۹۴۲ به عنوان داوطلب در ارتش ثبت نام نمود و از سال ۱۹۴۳ تا پایان جنگ جهانی دوم خدمت نمود وی با جنگده نبرد کورسک تا پومرانی طی نمود. وی همچنین برندهٔ جوایزی همچون نشان لنین شده‌است.

## نگارخانه

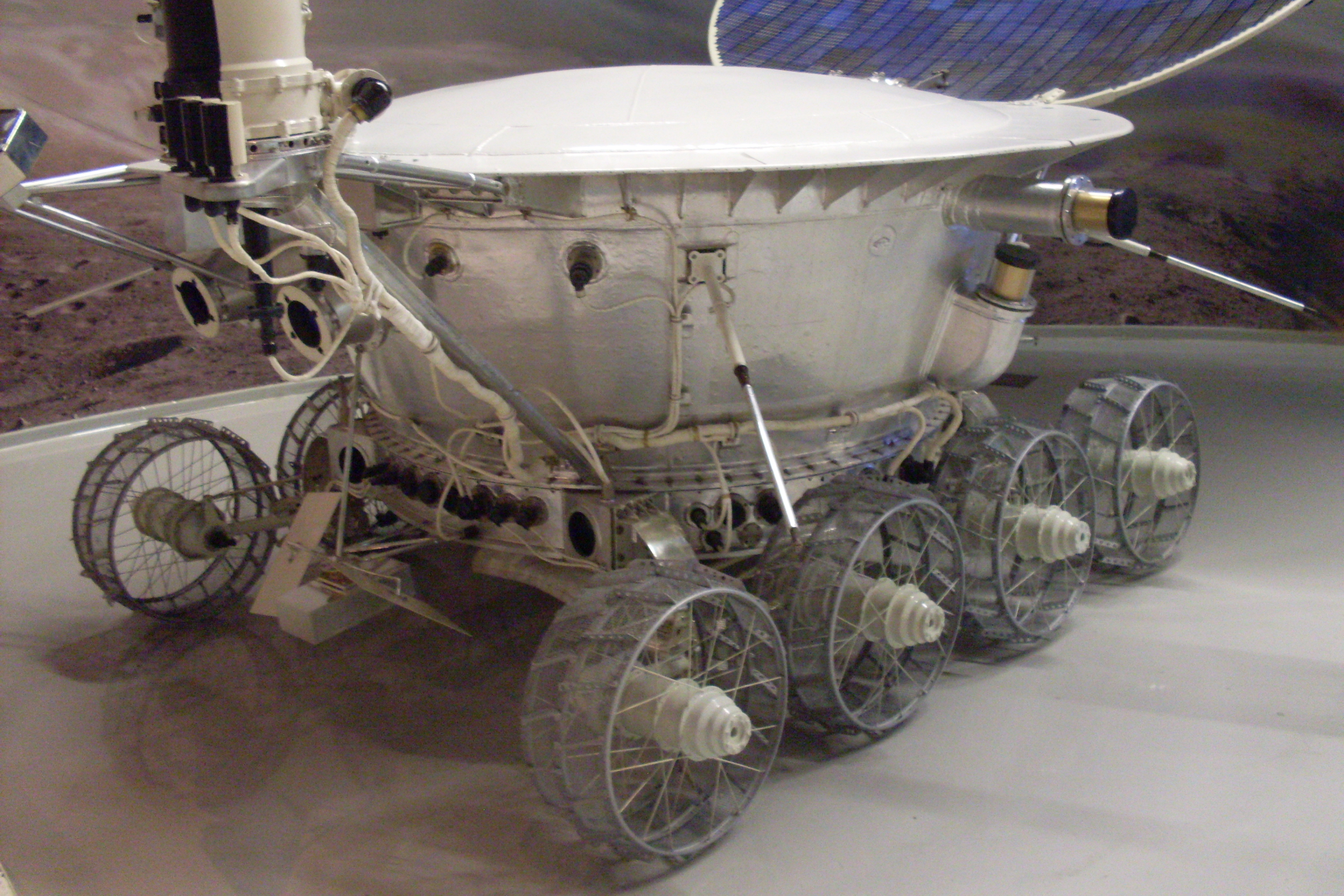
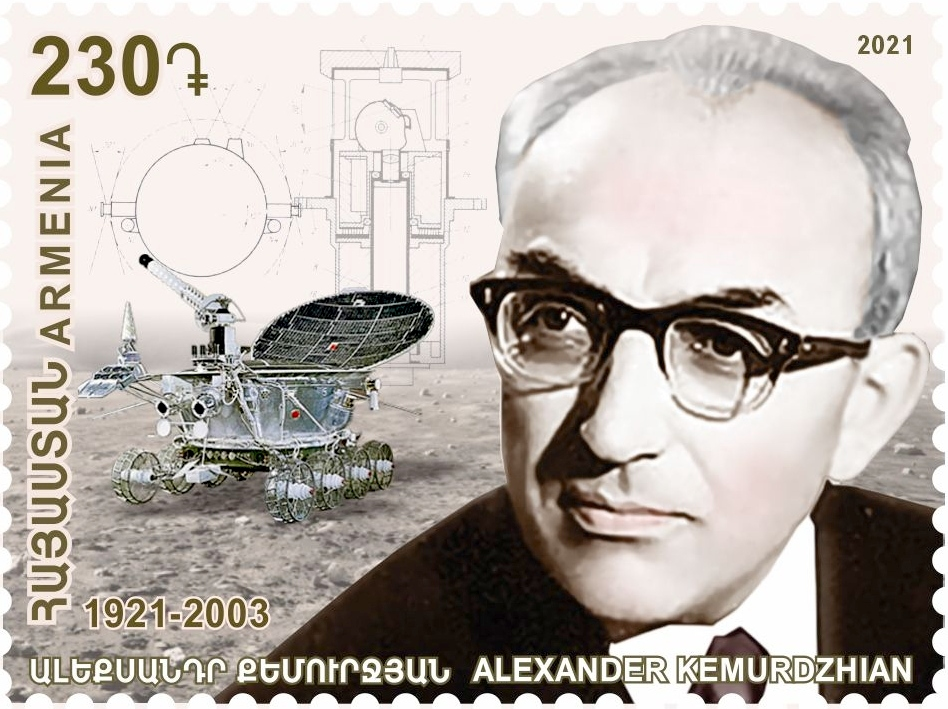
تمبر یادبود ارمنستان (۲۰۲۱)